# Ranunculus hederaceus
La flor de agua (Ranunculus hederaceus) es una planta  de la familia de las ranunculáceas.

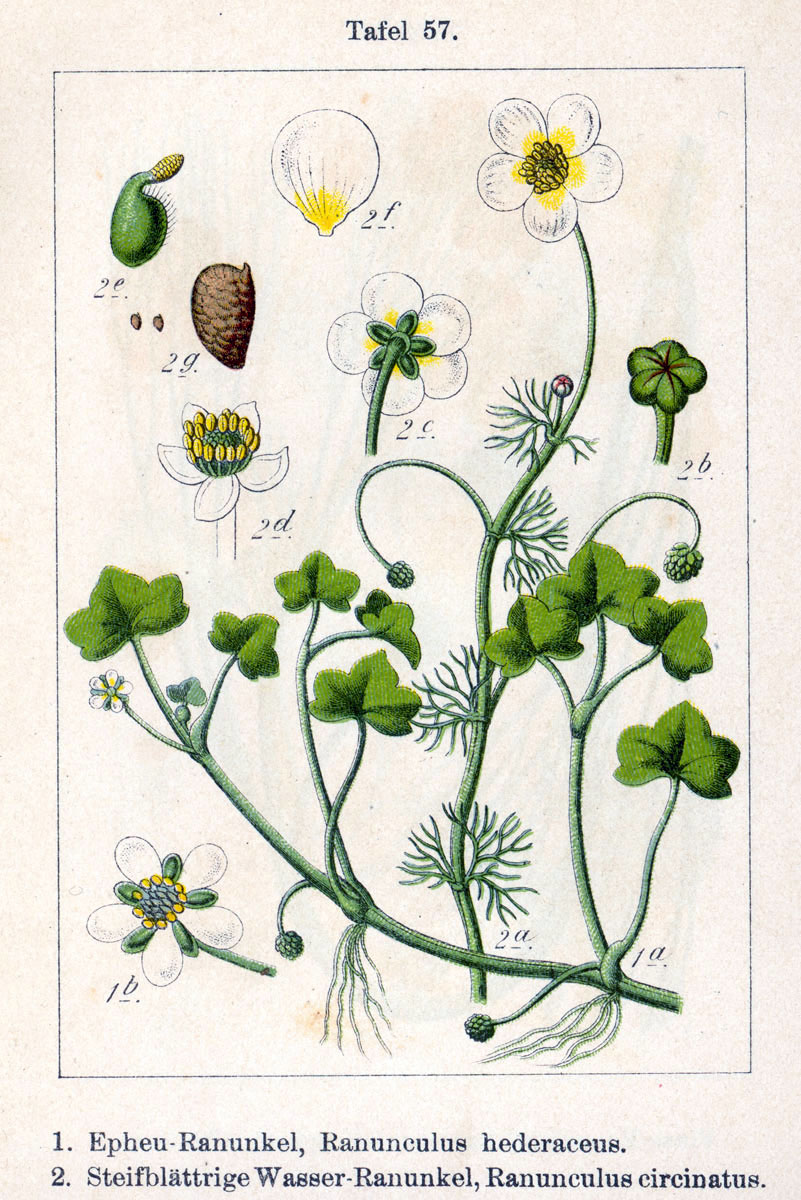
Ilustración

## Descripción
Planta acuática, anual o bienal, rastrera, con tallos de 10-40 cm, con raíces en los nudos. Hojas de 4-20 mm, arriñonadas, con 3 lóbulos romos, que recuerdan a las de la hiedra en forma y color, como indica su nombre específico, verdes, generalmente manchadas de oscuro en el centro. Flores pequeñas, de 5-7 mm, con 5 pétalos blancos, elípticos, que aparecen en primavera y verano. Sépalos y pétalos de igual longitud. Los tallos arraigan en los nudos.

## Distribución y hábitat
En Europa en Dinamarca, Suecia, Alemania, Bélgica, Gran Bretaña, Francia, Irlanda, Portugal y España. Introducida en Noruega, y en zonas de Sudamérica (Colombia, Venezuela, Guyana y Brasil).
En la península ibérica en Castilla y León. Crece en zanjas, fuentes encharcadas y lugares cenagosos, lodazales, acequias, aguas quietas poco profundas.

## Taxonomía
Ranunculus hederaceus fue descrita por Carlos Linneo y publicado en Species Plantarum 1: 556. 1753.
Citología
Número de cromosomas de Ranunculus hederaceus (Fam. Ranunculaceae) y táxones infraespecíficos: 2n=16
Etimología
Ver: Ranunculus
hederaceus: epíteto
Sinonimia
- Batrachium hederaceum Gray
- Batrachium leiospermum C.Hartm.
- Batrachium omoiophyllum Nyman	[5]

## Nombres comunes
- Castellano: flores de agua, ranúnculo.[6]